# Halstead (Kansas)
Pour les articles homonymes, voir Halstead.
Halstead est une ville du comté de Harvey dans le Kansas, aux États-Unis.